# Wilhelm von Dommes
 Wilhelm Ernst Justus von Dommes (Göttingen, 15. rujna 1867. -  Verden an der Aller, 5. svibnja 1959.) je bio njemački general i vojni zapovjednik. Tijekom Prvog svjetskog rata bio je načelnik stožera više korpusa i Grupe armija Yildirim na Istočnom, Zapadnom i Palestinskom bojištu.

## Vojna karijera
Wilhelm von Dommes rođen je 15. rujna 1867. u Göttingenu. Sin je Augusta Dommesa, inače general bojnika u pruskoj vojsci koji je u prosincu 1903. dobio plemićku titulu. Dommes je u prusku vojsku stupio u rujnu 1885. služeću u 5. dragunskoj pukovniji "Barun von Manteuffel". U predmetnoj pukovniji od rujna 1892. obnaša dužnost pobočnika, dok od listopada 1894. pohađa Prusku vojnu akademiju. U ožujku 1895. promaknut je u čin poručnika, nakon čega od srpnja 1897. služi u 10. dragunskoj pukovniji "König Albert von Sachen" smještenoj u Allensteinu. Od travnja 1898. služi u Glavnom stožeru u Berlinu i to do prosinca 1902. kada postaje zapovjednikom eskadrona u 4. ulanskoj pukovniji "von Schmidt". U svibnju 1905. imenovan je pobočnikom načelnika Glavnog stožera Alfreda von Schlieffena koju dužnost obnaša i kada je nakon njegovog umirovljenja na njegovo mjesto došao Helmuth von Moltke. Tijekom navedene službe, u ožujku 1907., unaprijeđen je u čin bojnika. Od svibnja 1910. obnaša dužnost savjetnika cara Wilhelma II. U listopadu 1912. promaknut je u čin potpukovnika, da bi tri mjeseca nakon toga, u siječnju 1913., postao zapovjednikom Gardijske husarske pukovnije smještene u Potsdamu.

## Prvi svjetski rat
Na početku Prvog svjetskog rata Dommes je imenovan načelnikom političkog odjela Glavnog stožera. Navedenu dužnost međutim, obnaša kratko jer je u listopadu 1914. imenovan načelnikom stožera VIII. korpusa kojim je zapovijedao Julius Riemann. U međuvremenu je, u rujnu, promaknut u čin pukovnika. U veljači 1915. postaje načelnikom stožera Korpusa Marschall koji se pod zapovjedništvom Wolfa Marschalla von Altengotterna nalazio na Istočnom bojištu. Kada je u travnju 1916. Korpus Marschall preustrojem postao Gardijski pričuvni korpus, Dommes je imenovan njegovim načelnikom stožera.
U prosincu 1916. Dommes postaje načelnikom stožera Gardijskog korpusa. Na navedenoj dužnosti nalazi se do lipnja 1917. kada je imenovan načelnikom stožera Grupe armija Yildirim kojom je zapovijedao Erich von Falkenhayn. U ožujku 1918. promaknut je u čin general bojnika, te je imenovan zapovjednikom 66. pješačke brigade. Nakon toga, u lipnju te iste godine postaje zapovjednikom 2. pješačke divizije s kojom sudjeluje u završnim borbama Prvog svjetskog rata. Istodobno s tim imenovanjem odlikovan je ordenom Pour le Mérite.

## Poslije rata
Dommes je 2. pješačkom divizijom zapovijedao do svibnja 1919. kada je stavljen na raspolaganje, te potom u srpnju umirovljen. Na 25-godišnjicu pobjede u Bitki kod Tannenberga promaknut je u počasni čin general poručnika. Od 1925. do 1932. obnaša dužnost posljednjeg predsjedavajućeg Pruske lige, a od 1932. pa do 1941. i smrti Wilhelma II. nalazi se na čelu Uprave bivše vladajuće pruske kraljevske obitelji. Nakon završetka Drugog svjetskog rata navedenu dužnost obnaša i u razdoblju od 1945. do prosinca 1947. godine. Potom se seli u Verden an der Aller kod brata Georga Dommesa gdje je i preminuo 5. svibnja 1959. u 92. godini života. Od 1912. bio je oženjen s Elisabethom von Kanitz s kojom nije imao djece.

## Vanjske poveznice
(eng.) Wilhelm von Dommes na stranici Prussianmachine.com

(njem.) Wilhelm von Dommes na stranici Deutsche-digitale-bibliothek.de

(njem.) Wilhelm von Dommes na stranici Deutsche-biographie.de

(njem.) Wilhelm von Dommes na stranici Bundesarchiv.de